# Farmacopea Ufficiale
La Farmacopea Ufficiale (F.U.), è il testo contenente i requisiti e le caratteristiche delle sostanze farmaceutiche definite secondo standard specifici dall'organismo di controllo ufficiale (ISS) della Repubblica Italiana di cui il farmacista si serve per il controllo della qualità dei medicamenti, delle sostanze e/o dei preparati finali, mediante l'indicazione di metodi di verifica chimico analitici e tecnologici delle specifiche di qualità, dei metodi di preparazione o della formulazione. Contiene inoltre le disposizioni opportune e necessarie a regolare l'esercizio della farmacia. La Farmacopea Ufficiale della Repubblica italiana è una delle principali farmacopee mondiali, è vigilata dal Ministero della Salute e fa parte del Sistema Sanitario Nazionale. Si tratta di un testo ostensibile al pubblico, presente in tutte le farmacie italiane.

## Storia
Al principio dell'età Moderna, complice l'invenzione della stampa, si diffusero le farmacopee ufficiali, che fino alla metà del secolo XVIII furono redatte sotto il controllo dell'autorità cittadina. La prima edizione del Ricettario Fiorentino venne stampata già nel 1499. Il titolo completo dell'opera era Nuovo Receptario composto dal famossissimo Chollegio degli eximii Doctori della Arte et Medicina della inclita ciptà di Firenze. Nella seconda metà del Cinquecento si dotarono di una farmacopea ufficiale città come Mantova (Antidotarium Mantuanorum del 1559), Venezia (Ricettario utilissimo et molto necessario a tutti gli spetiali che vogliono preparare le medicine regolarmente del 1560), Bologna (Antidotarium Bononiensis del 1574) e Roma (Antidotarium Romanum del 1583). Nel 1580 ebbe una farmacopea il comune di Bergamo, in seguito anche Parma e Piacenza. Nel Settecento le farmacopee assunsero un'impostazione scientifica di tipo chimico-farmaceutico. Uscì nel 1727 la Pharmacopoea Taurinensis, che sarà sostituita nel 1846 dalla Farmacopea per gli Stati Sardi. La prima Farmacopea Ufficiale italiana venne pubblicata Il 3 maggio del 1892 (Regno d'Italia) e inglobava le farmacopee in vigore prima dell'unificazione dell'Italia. L'istituzione del testo unitario è avvenuta durante le leggi sanitarie nel 1934. Al 2018 vi sono state 12 edizioni ufficiali con relativi aggiornamenti.

## Descrizione
La farmacopea ufficiale è stata istituita dal testo unitario delle leggi sanitarie nel 1934. Essa viene redatta da una apposita commissione di esperti nominata dal ministero della sanità. Il testo dell'ultima edizione (la XII, che sostituisce a tutti gli effetti il testo base e il primo supplemento dell'XI edizione) della "«Farmacopea Ufficiale» della Repubblica italiana" è stato approvato con Comunicato del Ministero del Lavoro, della Salute e delle Politiche Sociali del 3 dicembre 2008 ed è entrato in vigore il 31 marzo 2009. Esso è articolato in otto tabelle che raccolgono prescrizioni con valore legale, caratteristiche e metodi di analisi e controllo di farmaci e formule. Sono presenti elenchi dei pesi atomici, delle sostanze medicinali obbligatorie (comprese quelle velenose da conservare in luogo sicuro), degli apparecchi e strumenti obbligatori e dei prodotti da vendere solo dietro prescrizione medica. È inclusa inoltre una nomenclatura completa dei composti farmaceutici, con relative modalità di conservazione e di etichettatura.
Secondo quanto previsto dalla legge istitutiva, una copia della "farmacopea ufficiale della Repubblica italiana" in vigore deve essere conservata in ogni farmacia e consultabile al pubblico.
Hanno comunque validità in Italia anche la 6ª edizione della farmacopea europea e le farmacopee in vigore negli Stati membri dell'Unione europea, pur non essendovi alcun obbligo di detenzione di questi testi nelle farmacie italiane.

## Testi in vigore
La Farmacopea Ufficiale è costituita dalla Farmacopea Europea (Ph Eur) e dalla Farmacopea Ufficiale (FU). I testi in vigore sono:
- XII Edizione della Farmacopea Ufficiale della Repubblica Italiana;
- Aggiornamento e correzione della XII Edizione della Farmacopea Ufficiale della Repubblica Italiana;
- 11ª Edizione della Farmacopea Europea, dal 1º gennaio 2023.[8]

## Contenuto della Farmacopea Italiana XII Ed.
Il testo è composto da 1568 pagine divise in 5 sezioni:
Capitoli generali
1. Prescrizioni generali della Farmacopea Europea e della Farmacopea Italiana
2. Metodi di analisi (apparecchiature, metodi generali fisici e fisico-chimici, identificazione, saggi limite, saggi biologici, dosaggi biologici, metodi generali di farmacognosia, saggi e procedimenti tecnologici)
3. Materiali usati nella fabbricazione di contenitori e Contenitori
4. Reattivi
5. Argomenti generali

Monografie
1. Monografie generali, forme farmaceutiche, materie prime, preparazioni farmaceutiche specifiche, preparazioni omeopatiche

Le monografie generali contengono svariati argomentiː anticorpi monoclonali per uso umano, droghe vegetali, estratti, tisane, essenze, oli grassi vegetali, piante per tisane, preparazioni a base di droghe vegetali, preparazioni radiofarmaceutiche, prodotti aventi il rischio di trasmettere delle encefalopatie spongiformi animali, prodotti allergenici, prodotti di fermentazione, prodotti ottenuti con la tecnologia del DNA ricombinante, sierimmuni di origine animale per uso umano, sierimmuni per uso veterinario, sostanze per uso farmaceutico, vaccini per uso umano e vaccini per uso veterinario.
Tabelle
1. Masse atomiche relative.
2. ‘‘Sostanze medicinali’’ di cui le farmacie debbono essere provviste obbligatoriamente.
3. Sostanze, le cui monografie sono presenti in FU, da tenere in armadio chiuso a chiave.
4. Elenco dei prodotti che il farmacista non può vendere se non in seguito a presentazione di ricetta medica.
5. Elenco dei prodotti la cui vendita e' subordinata a presentazione di ricetta medica da rinnovare volta per volta e da ritirare dal farmacista.
6. Apparecchi ed utensili obbligatori in farmacia.
7. Elenco delle sostanze, loro sali e preparazioni ad azione stupefacente o psicotropa.
8. Dosi dei medicinali per l'adulto oltre le quali il farmacista non deve fare la spedizione senza una dichiarazione specifica del medico.

Norme di buona preparazione dei medicinali in farmacia
Riporta tutte le norme per una corretta preparazione dei farmaci, dalle operazioni preliminari di pulizia, le dotazioni del laboratorio e le attrezzature fino alla preparazione vera e propria e le operazioni finali di controllo, confezionamento ed etichettatura del farmaco.
Norme di buona preparazione dei radiofarmaci per medicina nucleare
Riporta tutte le norme per una corretta preparazione dei radiofarmaci nucleari, dalle operazioni preliminari di pulizia, le dotazioni del laboratorio e le attrezzature fino alla preparazione vera e propria e le operazioni finali di controllo, confezionamento ed etichettatura del farmaco.